# (37944) 1998 HK19
1998 HK19 (asteroide 37944) é um asteroide da cintura principal. Possui uma excentricidade de 0.15161410 e uma inclinação de 8.66484º.
Este asteroide foi descoberto no dia 18 de abril de 1998 por LINEAR em Socorro.